# Edoeard Ivanov
Edoeard Georgievitsj Ivanov (Russisch: Эдуард Георгиевич Иванов) (Moskou, 25 april 1938 - aldaar, 15 januari 2012) was een Sovjet-Russisch ijshockeyer. 
Ivanov won tijdens de Olympische Winterspelen 1964 de gouden medaille, deze olympische titel was tevens een wereldtitel.
Ivanov werd in 1963, 1964 en 1967 wereldkampioen.